# Newsham with Breckenbrough
Newsham with Breckenbrough est une paroisse civile du Yorkshire du Nord, en Angleterre.